# Арникур
Арникур (фр. Arnicourt) насеље је и општина у североисточној Француској у региону Шампањ-Арден, у департману Ардени која припада префектури Ретел.
По подацима из 2011. године у општини је живело 164 становника, а густина насељености је износила 19,69 становника/km². Општина се простире на површини од 8,33 km². Налази се на средњој надморској висини од 106 метара.

## Демографија
| 1962. | 1968. | 1975. | 1982. | 1990. | 1999. | 2011. |
| ----- | ----- | ----- | ----- | ----- | ----- | ----- |
| 103   | 111   | 101   | 107   | 130   | 139   | 164   |

График промене броја становника у току последњих година